# Emilie Demant-Hatt
Emilie Demant-Hatt, född 24 januari 1873 i Selde, död 4 december 1958 i Frederiksberg, var en dansk konstnär och författare, samt verksam inom etnografi. Hon var gift med etnografen Gudmund Hatt, i vars vetenskapliga arbete hon deltog.
Emilie Demant studerade bland annat måleri och teckning vid olika skolor i Köpenhamn mellan åren 1898–1907. Hon målade under hela sitt liv och ställde ut sina verk under konstutställningar.
Under en resa till Torne lappmark 1904 träffade Emilie Demant-Hatt samen Johan Turi, som hon fick god kontakt med. Åter i Danmark studerade hon samiska vid universitetet i Köpenhamn. Ett par år senare återvände hon till lappmarken för att hjälpa Johan Turi att förverkliga hans önskan om att skriva en bok om samernas liv. De installerade sig i en barack vid Torne träsk, där Emelie Demant-Hatt skötte hushållet och uppmuntrade författaren medan han skrev. När Turi några månader senare var klar ordnade hon manuskriptet, översatte det till danska och överlämnade det för utgivning till sin vän Hjalmar Lundbohm. Det blev det epokgörande verket 'Muittalus sámid birra : En bok om lapparnas liv.
Sedan Emelie Demant-Hatt hade hjälpt Johan Turi att förverkliga hans livsdröm, gjorde han detsamma för henne. Han gjorde det möjligt för henne att leva med nomadiserande samer under ett års tid. I slutet av juni 1907 följde Johan Turi henne till Kattuvuoma norr om Torne träsk, där hon installerade sig hos en familj i Talma sameby. Med den familjen levde hon sedan hela sommaren, hösten och större delen av vintern. För att få uppleva nya marker flyttade Demant-Hatt därefter över till en familj i Karesuandotrakten och följde med på deras mödosamma flyttning över högfjället till den norska kusten. Sina erfarenheter från detta år skildrade hon i boken Med lapperne i höjfjeldet, där även bland andra K.B. Wiklund bidrog med kommentarer.
Emelie Demant gifte sig 1911 med Gudmund Hatt och företog därefter tillsammans med honom många resor.
Åren 1918–1919 sammanställde hon tillsammans med K.B. Wiklund boken Lappish texts (Samiska texter) med texter av Johan Turi och hans brorson Per Turi.
Demant-Hatt tilldelades 1940 Hazeliusmedaljen i Stockholm för sina studier av samerna.

## Några bildkonstverk
- Gravhøj i det nordlige Salling syd for Fursund (1904-06)
- Mor i Haven (1905)
- Religiøs Ekstase i Koten (1938)